# Raissa D'Souza
Raissa Michelle D'Souza es la vicedecana de investigaciones para el Collegio de Ingenieria de la Universidad de California en Davis y también una profesora de informática e Ingeniería Mecánica, y profesora external en el Santa Fe Institute. Fue elegida miembro de la American Physical Society en 2016 y de la Network Science Society en 2019. D'Souza trabaja en teoría de sistemas complejos.

## Biografía
Cuando era joven, D'Souza no podía decidir entre ir a la universidad o mudarse a París para convertirse en diseñadora de moda. Finalmente se decidió por la universidad y estudió física en la Universidad de Illinois en Urbana-Champaign. Obtuvo su doctorado en el Instituto de Tecnología de Massachusetts (MIT) en 1999, donde trabajó baso la supervision de Mehran Kardar. Tras graduarse, trabajó tanto en el grupo de matemáticas fundamentales en Bell Labs como en el grupo de teoría en Microsoft Research. Obtuvo una plaza de investigadora como visitante en la Escual Normal Superior en Francia y en el Instituto de Tecnología de California.

## Trayectoria científica
D'Souza fue nombrada profesora asistente de la Universidad de California en Davis en 2005. Trabaja en las matemáticas de redes y en las dinámicas de desarrollo de procesos en redes. Las redes pueden ser de varios tipos, en sistemas tecnológicos, biológicos o sociales. Ha estudiado la interacción entre nodos y cómo estos pueden conducir a redes que se organicen por sí mismas (Self-Organizing Networks o SON). Demostró que existe un umbral de percolación, a partir del cual un pequeño número de conexiones adicionales puede resultar en que una fracción considerable de la red se conecte. El umbral de percolación puede ser aplicado a numerosos sistemas reales, como nanotubos, ataques epilépticos o redes sociales. La conectividad y la sincronización a gran escala pueden son estructuras y funciones cruciales de dichas redes complejas. En efecto, D'Souza demostró que las conexiones dispersas entre redes separadas contribuyen a suprimir la conectividad. También ha estudiado comportamientos en cascada, incluyendo fallos en la red eléctrica y en los mercados financieros, así como la propagación de movimientos políticos.
En 2019, D'Souza recibió el Premio a la Iniciativa Universitaria Multidisciplinaria de Investigación del Departamento de Defensa de Estados Unidos para investigar la predicción y el control de redes interdependientes.

### Servicio académico
D'Souza fue galardonada con una beca Kavli de la Academia Nacional de Ciencias y es profesora externa en el Santa Fe Institute. Ocupó un puesto en el Consejo de Sistemas Complejos del Foro Económico Mundial, como parte de la Agenda Global. Fue nombrada miembro inaugural de la Academia Joven Global en 2010. En 2015, D'Souza fue nombrada presidenta de la Network Science Society. Recibió el premio inaugural Euler en 2019, cuyo jurado destacó «su influyente contribución al descubrimiento y estudio de la percolación explosiva y las ideas que proporcionó sobre la sincronización explosiva y la optimización de redes».

### Premios y honores
- 2015 Presidenta electa de la Network Science Society
- 2016 Miembro electo de la American Physical Society[13]
- 2018 Premio ACM Test-of-Time
- 2017 Premio de Investigación Sobresaliente para Docentes de la Universidad de California en Davis[14]
- 2019 Premio Euler de la Network Science Society[15][16]
- 2019 Beca otorgada por la Network Science Society[17][16]

### Publicaciones
- D'Souza, Raissa (2009). «Explosive percolation in random networks». Science 323.
- D'Souza, Raissa (2012). «Explosive percolation in random networks». Proceedings of the National Academy of Sciences 109.
- D'Souza, Raissa (2008). «Latent social structure in open source projects». Proceedings of the 16th ACM SIGSOFT International Symposium on Foundations of software engineering. ACM.

D'Souza es miembro del consejo editorial de la revista en línea Quanta. Fue nombrada editora principal de la revista Physical Review Research de la American Physical Society en 2019.[3]